# Casalvecchio di Puglia
Casalvecchio di Puglia é uma comuna italiana da região da Puglia, província de Foggia, com cerca de 2.167 habitantes. Estende-se por uma área de 31 km², tendo uma densidade populacional de 70 hab/km². Faz fronteira com Casalnuovo Monterotaro, Castelnuovo della Daunia, Pietramontecorvino, Torremaggiore.

## Demografia
| Variação demográfica do município entre 1861 e 2011                               |
|                                                                                   |
| Fonte: Istituto Nazionale di Statistica (ISTAT) - Elaboração gráfica da Wikipedia |